# Ruth Ford
Ruth Ford (7 de julio de 1911-12 de agosto de 2009) fue una modelo, actriz de teatro y cine estadounidense.

## Biografía
Nacida en Brookhaven (Misisipi), su hermano era el bohemio y surrealista Charles Henri Ford, y sus padres dirigían el Hotel Tennessee en Clarksville (Tennessee).
Como modelo Ford posó para Harper's Magazine, Town & Country y Mademoiselle. 
Estuvo casada con el actor Peter Van Eyck, pero la pareja acabó divorciándose. Tuvieron una hija, Shelley, nacida en 1941.  Ford se casó posteriormente con la estrella cinematográfica Zachary Scott, permaneciendo juntos hasta fallecer Scott en 1965. 
Antes de viajar a Hollywood, Ford era miembro de la compañía teatral de Orson Welles, la Mercury Theatre. Gracias al apoyo de Welles ella consiguió contratos cinematográficos con los estudios Columbia Pictures y Warner Bros..
Más adelante, como actriz teatral trabajó en la obra representada en el 1976 en el circuito de Broadway Poor Murderer.
Ruth Ford falleció en 2009, a los 98 años de edad, en la ciudad de Nueva York, en el famoso Edificio Dakota, en Manhattan, donde poseía dos apartamentos. Según The Wall Street Journal su patrimonio era de 8.4 millones de dólares, y uno de los apartamentos había pertenecido a su hermano Charles, fallecido antes que ella.

## Trayectoria en Teatro
- Harold and Maude, 1980
- Poor Murderer, 1976
- The Grass Harp, 1971
- The Ninety Day Mistress, 1967
- Dinner at Eight, 1966
- The Milk Train Doesn't Stop Here Anymore, 1964
- Requiem for a Nun, 1959
- Island of Goats, 1955
- The House of Bernarda Alba, 1951
- Clutterbuck, 1949
- This Time Tomorrow, 1947
- No Exit, 1946
- Swingin' The Dream, 1939
- Danton's Death, 1938
- The Shoemakers' Holiday, 1938